# NGC 3954
NGC 3954 este o liner situată în constelația Leul. A fost descoperită în 26 aprilie 1785 de către William Herschel. Se află la o distanță de 101,64 megaparseci de Pământ.